# Burträsket, Lappland
Burträsket är en sjö i Storumans kommun i Lappland och ingår i Umeälvens huvudavrinningsområde. Sjön har en area på 0,201 kvadratkilometer och ligger 466,3 meter över havet. Sjön avvattnas av vattendraget Långvattsbäcken (Ullisbäcken).

## Delavrinningsområde
Burträsket ingår i det delavrinningsområde (723871-152447) som SMHI kallar för Inloppet i Ullisjaure. Medelhöjden är 532 meter över havet och ytan är 23,38 kvadratkilometer. Det finns inga avrinningsområden uppströms utan avrinningsområdet är högsta punkten. Långvattsbäcken (Ullisbäcken) som avvattnar avrinningsområdet har biflödesordning 2, vilket innebär att vattnet flödar genom totalt 2 vattendrag innan det når havet efter 315 kilometer. Avrinningsområdet består mestadels av skog (90 procent). Avrinningsområdet har 0,2 kvadratkilometer vattenytor vilket ger det en sjöprocent på 0,9 procent.